# Sopwith Bulldog
Sopwith 2FR.2 Bulldog là một mẫu thử máy bay tiêm kích của Anh trong Chiến tranh thế giới I.

## Tính năng kỹ chiến thuật (Mk.I)
Dữ liệu lấy từ War Planes of the First World War: Volume Three Fighters 
Đặc điểm tổng quát
- Kíp lái: 2
- Chiều dài: 23 ft 0 in (7,01 m)
- Sải cánh: 33 ft 9 in (10,29 m)
- Chiều cao: 8 ft 9 in (2,67 m)
- Diện tích cánh: 335 ft² (31,4 m²)
- Trọng lượng rỗng: 1.441 lb (655 kg)
- Trọng lượng có tải: 2.495 lb (1.134 kg)
- Động cơ: 1 × Clerget 11Eb, 200 hp (149 kW)

 Hiệu suất bay 
- Vận tốc cực đại: 109 mph (95 km/h, 175 km/h) trên độ cao 10.000 ft (3.050 m)
- Trần bay: 15.000 ft (4.570 m)
- Thời gian bay: 2 h
- Lên độ cao 10.000 ft (3.050 m): 15 phút 35 giây

Trang bị vũ khí

- Súng: 2× Súng máy Vickers và 2× Súng máy Lewis .303 in